# 青瓦台NSC危機管理中心
青瓦台NSC危機管理中心（：／ Gukga wigigwanri-senteo Sanghwangsil）是一间位于韓國青瓦台地下室的会议室和情报管理中心。在2003年，其主要用途是由包括韓国总统、總統書記室長、韓国总理、国防部长、韓國聯合參謀議長、韓國國家情報院院长等在内的国家安全會議对国内外突发且事关韓国国家安全方面的事项进行快速蹉商和反应的工作场所。这里拥有完备充足的高级安全通讯设施，可以让韓国总统随时对遍布世界的韓国军队进行调控。